# Lachan K'awiil Ajaw Bot
Lachan K'awiil Ajaw Bot était un ajaw de la ville maya de La Amelia. Il a été intronisé le 1er mai 802. En 802, il célébra une cérémonie en présence de l'ajaw d'Aguateca Tan Te' K'inch. Le panneau 2 représente Lachan K'awiil Ajaw Bot en 804 déguisé en joueur de balle.